# Pont au Foin
Le pont au Foin (en russe : Сенной мост) est une passerelle piétonnière qui enjambe le canal Griboïedov à Saint-Pétersbourg. Il mesure 23 m de long sur 2,3 m de large. Son nom provient de la place du même nom à proximité, dépeinte par Fiodor Dostoïevski, en particulier dans Crime et Châtiment.  On trouve en amont le pont Demidov et en aval le pont Kokouchkine.

## Histoire
Au temps de Fiodor Dostoïevski,  le quartier était très populaire, avec des cabarets. La passerelle a été construite en 1931 pour le passage des piétons et de canalisations de chauffage. Elle a été reconstruite en 1952 par l'ingénieur Bajenov avec une structure d'acier et des grilles élégantes en fer forgé.